# Take Care, Take Care, Take Care
Take Care, Take Care, Take Care è il sesto album del gruppo post-rock Explosions in the Sky, pubblicato il 18 aprile 2011 da Bella Union, in collaborazione con John Congleton, a cui si devono la registrazione nonché il mixaggio.

## Il disco
Distante dal precedente circa 4 anni, quest'album si differenzia in quanto, per la prima volta, i brani sono arricchiti da vocalizzi. Questi, sebbene distanti e appena percepibili, caratterizzano i brani Trembling Hands e Human Qualities, ma la voce non è utilizzata per tutta la durata del pezzo, e anzi ne costituisce solo un'apertura o una chiusura.
In generale, non vi è una grande inversione di marcia nello stile, anche se ampio spazio è dedicato alle innovazioni e alle sperimentazioni.

## Curiosità
- Gli Explosions in The Sky dichiarano riguardo al loro ultimo lavoro: "È stato registrato in un Pecan Ranch in Texas con la collaborazione del nostro caro amico e frequente collaboratore John Congleton. Esteban Rey si è occupato dell'artwork. Suona diverso da qualsiasi cosa abbiamo fatto in precedenza."

## Tracce
1. Last Known Surroundings
2. Human Qualities
3. Trembling Hands
4. Be Confortable, Creature
5. Postcard from 1952
6. Let Me Back In